# Tanzstatut

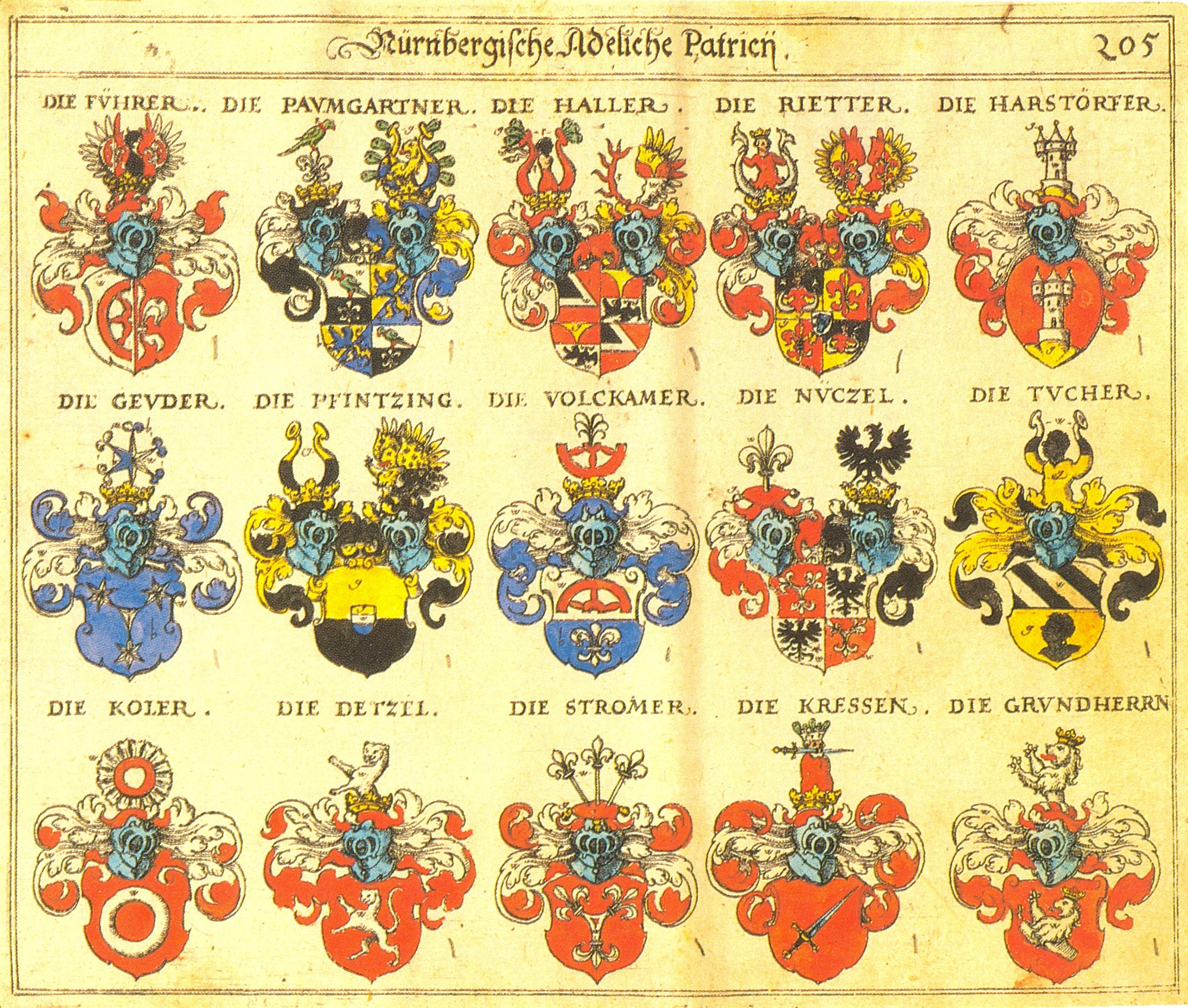
Johann Siebmacher: Nürnbergische Adeliche Patricii (1605)

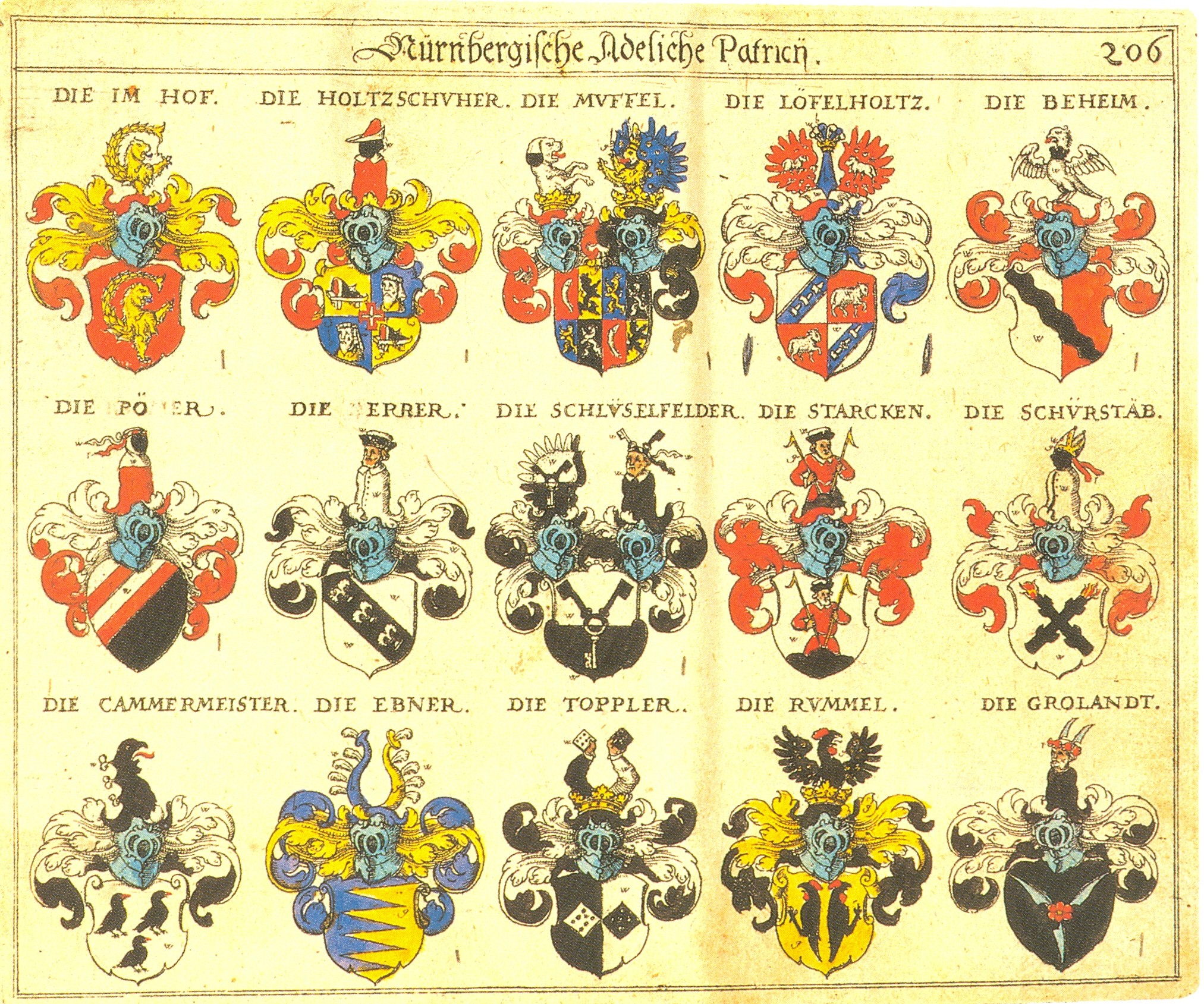
Siebmacher

Das 1521 aufgestellte Tanzstatut ist auf die politisch geprägten Rathausbälle zurückzuführen, die der Nürnberger Magistrat an bestimmten Tagen im Jahr, wie zum Beispiel an den Sonntagen der Herrenfasnacht oder zu Ehren von Fürstlichkeiten im Alten Rathaus veranstaltete. Es wurden fast ausschließlich Angehörige der ratsfähigen Familien des Nürnberger Patriziats eingeladen. Ratsfähig bedeutete, dass die Familien bis zu zwei Mitglieder in den regierenden „Inneren Rat“ der Stadt entsenden durften. (Siehe: Geschichte der Stadt Nürnberg, Die Herrschaft der Patrizier.)
Das Tanzstatut unterschied, im Sinne einer abgeschlossenen Liste, die zweiundvierzig damals existierenden ratsfähigen Patrizierfamilien, welche nach dem Alter ihrer Ratszugehörigkeit in zwanzig alte, nach 1385 in sieben neue und fünfzehn weitere, erst nach 1440 ratsfähig gewordene, erst zugelassene Geschlechter aufgeteilt waren. Diese Unterscheidung spielte aber in der Praxis keine große Rolle mehr, denn schon wenig später konnten auch Angehörige der jungen Geschlechter die höchsten Ämter bekleiden. Unter bestimmten Bedingungen wurden 1521 außerdem sechs der über fünfzig nichtratsfähigen, jedoch „gerichtsfähigen“ (also Richter stellenden) sogenannten „ehrbaren Geschlechter“, die den Zweiten Stand bildeten, und einige namentlich genannte Bürger zum Tanz zugelassen.
Die im Tanzstatut vorgenommene Festschreibung brachte den Abschluss einer längeren Entwicklung zum Ausdruck, in welcher die anderen ehrbaren Geschlechter im Laufe des 15. Jahrhunderts von der Stadtobrigkeit ausgeschlossen worden waren. Die soziale Mobilität der Führungsschicht kam dadurch weitgehend zum Erliegen. 1536, mit dem Aufstieg der Schlüsselfelder von Kirchensittenbach ins Patriziat, erfolgte noch eine letzte Ergänzung des Tanzstatuts. Bis 1729 konnten keine neuen Familien mehr in den Rat aufsteigen.
Das Tanzstatut, obwohl es keine verfassungsgebende oder rechtssetzende Kraft hatte, zeigt zum einen das Bewusstsein für die historische Entwicklung in Nürnberg, zum anderen demonstriert es einen politischen Anspruch auf ständische und soziale Exklusivität, die mit allen Mitteln verteidigt wurde. Die Rathaustänze sollen bereits am Anfang des 17. Jahrhunderts nicht mehr stattgefunden haben. Nach 1806, bei der Eingliederung des Patriziats in den bayerischen Adel, spielte das Tanzstatut formal keine Rolle mehr, doch gelang schließlich den meisten der alten Familien die Aufnahme in die Freiherrenklasse.

## Siehe auch

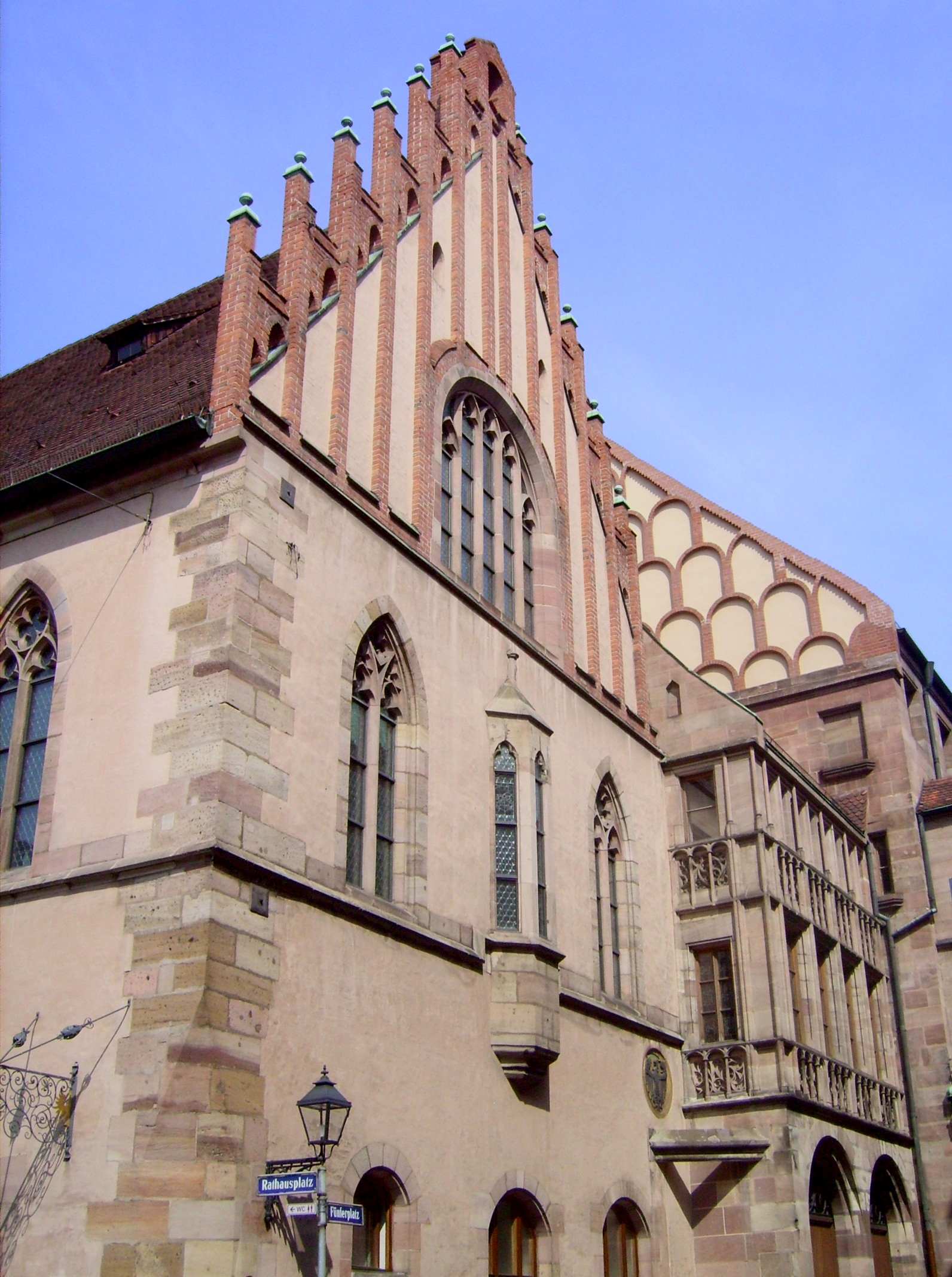
Altes Rathaus, Gotischer Saalbau des Stadtbaumeisters Philipp Groß (ab 1332)